# Multen

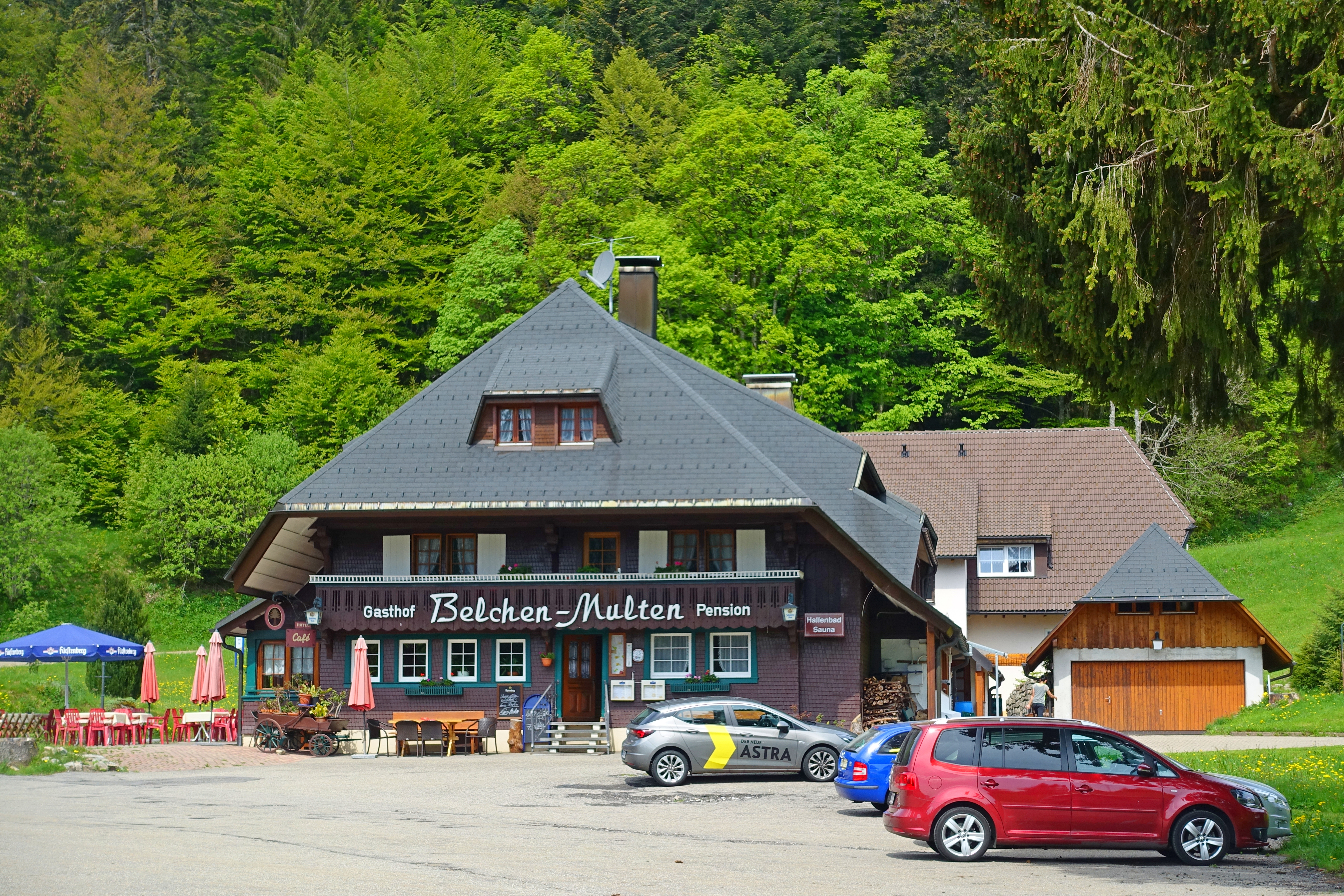
Gasthof Belchen-Multen

Multen ist ein Weiler, der zur Gemeinde Aitern im Landkreis Lörrach gehört. Der Weiler am Fuße des Belchens im Schwarzwald besteht aus mehreren wenige hundert Meter voneinander liegende aber getrennte Häusergruppen entlang der oberen Belchenstraße.

## Geographie und Lage
Auf 1080 m ü. NHN Meter Höhe, etwas unterhalb des Scheuermatt Skilifts uns der Hohtannhöhe liegt Obermulten. Auf einer Höhe von 1030 m ü. NHN liegt das Wanderheim Dießlin Hütte Multen, die zum Schwarzwaldverein gehört. Etwas unterhalb (1020 m ü. NHN) liegt das Hotel-Restaurant „Belchen-Multen“ und auf 1015 m ü. NHN Höhe Untermulten mit einem Gasthaus und zwei etwas abgelegeneren Häusern. Zwischen Heidstein (1274 m ü. NHN) und Dietschel (1241 m ü. NHN) entspringt der Dietschelbach, der sich talwärts in Richtung des Aiterntals bewegt. Unweit des Wanderheims an den Multener Wasserfällen überwindet der Bach eine Stufe, ehe er am Hotel-Restaurant Belchen-Multen in den Aiternbach mündet.
In Multen endet der Fernskiwanderweg Schonach–Belchen.

## Geschichte
Nachweislich zum ersten Mal erwähnt wurde Multen 1374 in einem Urbar von St. Blasien als „uf Multen“. Die naheliegende sprachliche Zuordnung des Ortsnamens von Mulde oder Vertiefung ist sprachlich nicht gesichert. Gründer der Siedlung soll der Freiburger Peter Christen gewesen sein. Urkundlich überliefert ist die Erlaubnis der Bewohner von Aitern, sich am Oberlauf des Aiternbachs anzusiedeln. Eine genaue Datierung ist nicht möglich. Die zwei Orte Ober- und Untermulten haben eigene Waldungen und Weiden gebildet.
Die große Höhenlage, eine Überbevölkerung und Missernten führten zu einer völligen Überschuldung der Bürger von Untermulten und ließen ihren Besitz 1863 nach dreißigjährigen Bemühungen an den Staat verkaufen. 1875 mussten auch die Bauern von Obermulten ihren Besitz verkaufen. 1886 konnten die Besitztümer wieder zurück erworben werden.

## Tourismus
1996 wurde die Idee zum Bau einer Bergbahn auf den Belchen lanciert. Trotz vieler Widerstände wurde der Plan nach vier Jahren genehmigt und dann sehr rasch umgesetzt. Bereits im Dezember 2001 konnte die erste Gondel auf den Belchen fahren. Die offizielle Einweihung erfolgte am 8. Juni 2002. Von der Talstation in Multen überwindet die Belchen-Seilbahn auf 1150 Metern Länge einen Höhenunterschied von 263 Metern und befördert etwa 300 000 Personen pro Jahr auf den Berg. Die frühere Straße auf den Belchen ist für den öffentlichen Verkehr geschlossen. Bei der Talstation gibt es einen Parkplatz mit etwa 100 Stellplätzen.